# COVAX
COVAX, voluit COVID-19 Vaccines Global Access, is een internationaal initiatief om COVID-19-vaccins voor iedereen beschikbaar te maken. In de praktijk gaat het om de doelstelling om vaccins ook in arme landen te verspreiden. Het werd opgericht in april 2020, aan het begin van de coronapandemie.
COVAX wordt bestuurd door drie organisaties: de Wereldgezondheidsorganisatie (WHO), de Coalition for Epidemic Preparedness Innovations (CEPI) en Gavi, the Vaccine Alliance. Het initiatief ontstond na een oproep van de G20 in maart 2020, waaraan gevolg werd gegeven door de WHO, de Europese Commissie, Frankrijk en Bill en Melinda Gates. Hieruit kwam het raamwerk Access to COVID-19 Tools (ACT) voort, waar COVAX een van de drie onderdelen van is, met naast vaccins diagnostiek en therapie.
Er zijn 92 landen die de vaccins op deze manier geleverd krijgen. Bij elkaar zijn er meer dan 150 landen bij betrokken.